# 罗一贵
罗一贵（？—1621年），明朝军事将领。
罗一贵为参将，镇守西平。大清军攻城时，一昼夜都无法攻下，中砲伤者达数千人，尸体几乎堆起来与城墙同高。后夜间架云梯也无法攻下，李永芳知道守将为罗一贵，试图招降。罗一贵在城墙上大骂道：“你不知道罗一贵是好汉么，怎么肯投降于你？”于是也竖起招降旗帜。李永芳四面攻城，三次进攻都失败。后城中火药用尽，罗一贵拔剑自刎身亡。